# Daihatsu Applause
Der Daihatsu Applause ist eine von Juni 1989 bis Mai 2000 gebaute Limousine der unteren Mittelklasse.
Obwohl das Fahrzeug ein Stufenheck besitzt, ist die Heckklappe über der Scheibe angeschlagen (Liftback). Das Konzept des Stufenhecks mit großer Heckklappe nahm man auch 1991 beim Seat Toledo auf. Der Škoda Superb II hat 2008 diese Idee erneut aufgegriffen und durch eine zweiteilige Heckklappe verfeinert.

## Modellvarianten
Über den gesamten Produktionszeitraum wurde der Applause nur in einer Karosserievariante angeboten. Anfang 1993 gab es eine leichte Überarbeitung, die unter anderem eine geänderte Front beinhaltete. Mitte 1997 wurde der Applause einer umfangreicheren Modellpflege unterzogen. Er erhielt einen Chromkühlergrill, wurde in der Innenausstattung aufgewertet und bekam ein moderneres Heck. Zugleich lag der Schwerpunkt spürbar höher, was die Fahrdynamik beeinträchtigte.
Mitte 2000 wurde der Applause aufgrund sinkender Verkaufszahlen aus dem Programm genommen. Der Wagen galt als sehr robust und zuverlässig. Als Achillesferse erwiesen sich im Alter die festgehenden hinteren Bremssättel, die nicht wirtschaftlich zu ersetzen waren.
Zum Stichtag 1. Januar 2024 waren in Deutschland laut KBA noch 153 Daihatsu Applause angemeldet, davon 4 mit Allradantrieb.

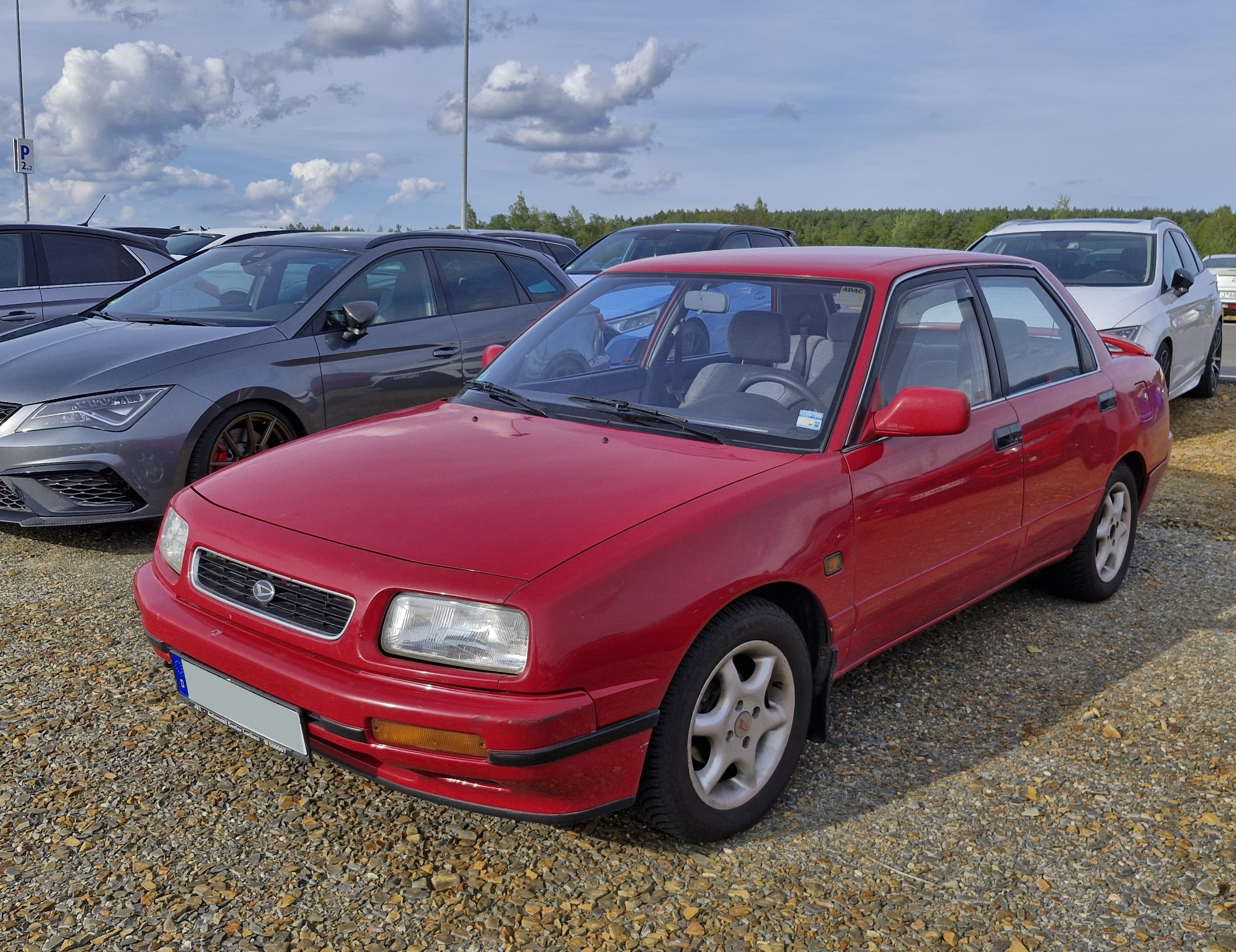
Daihatsu Applause (1993–1997)
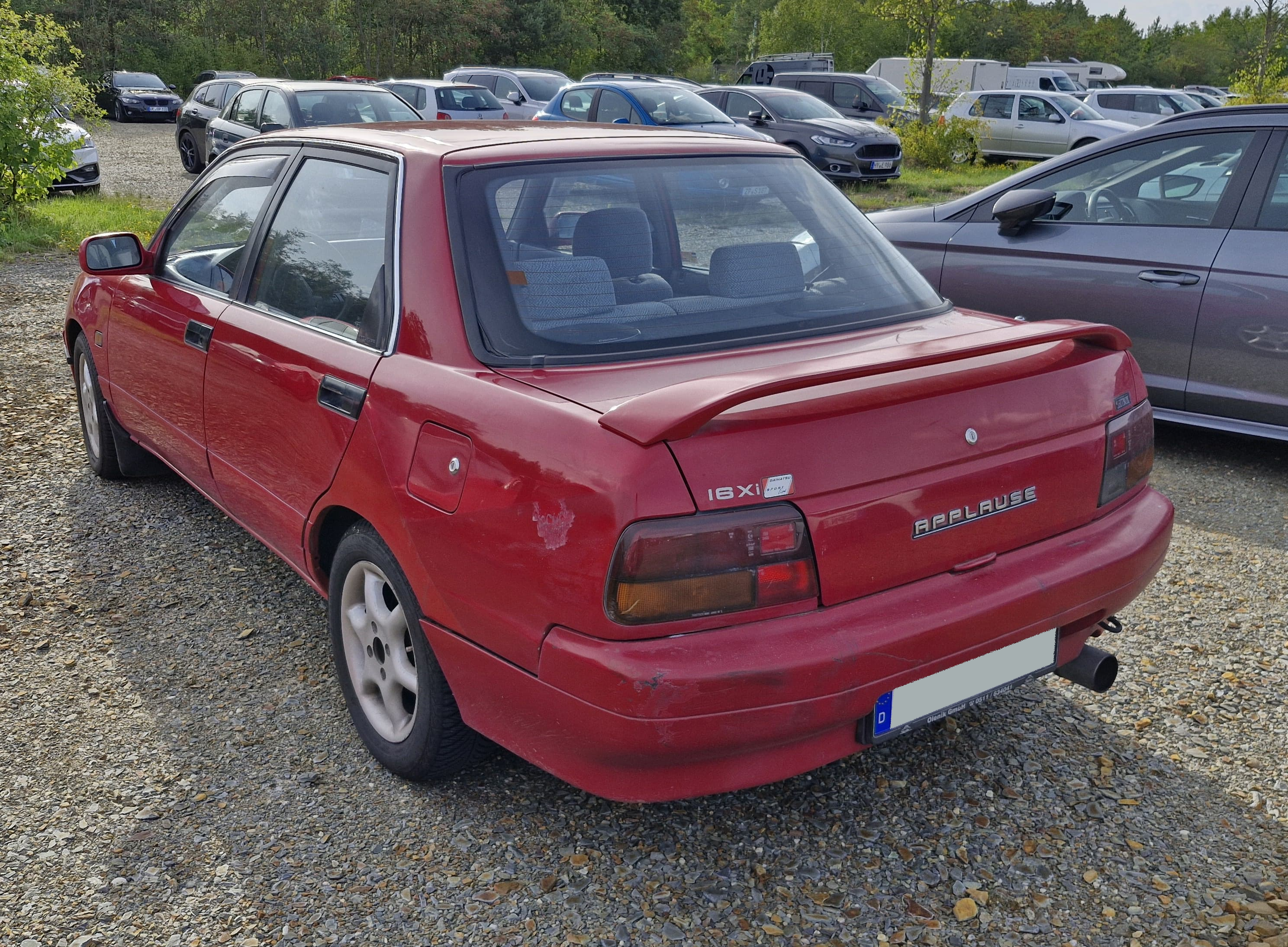
Heckansicht
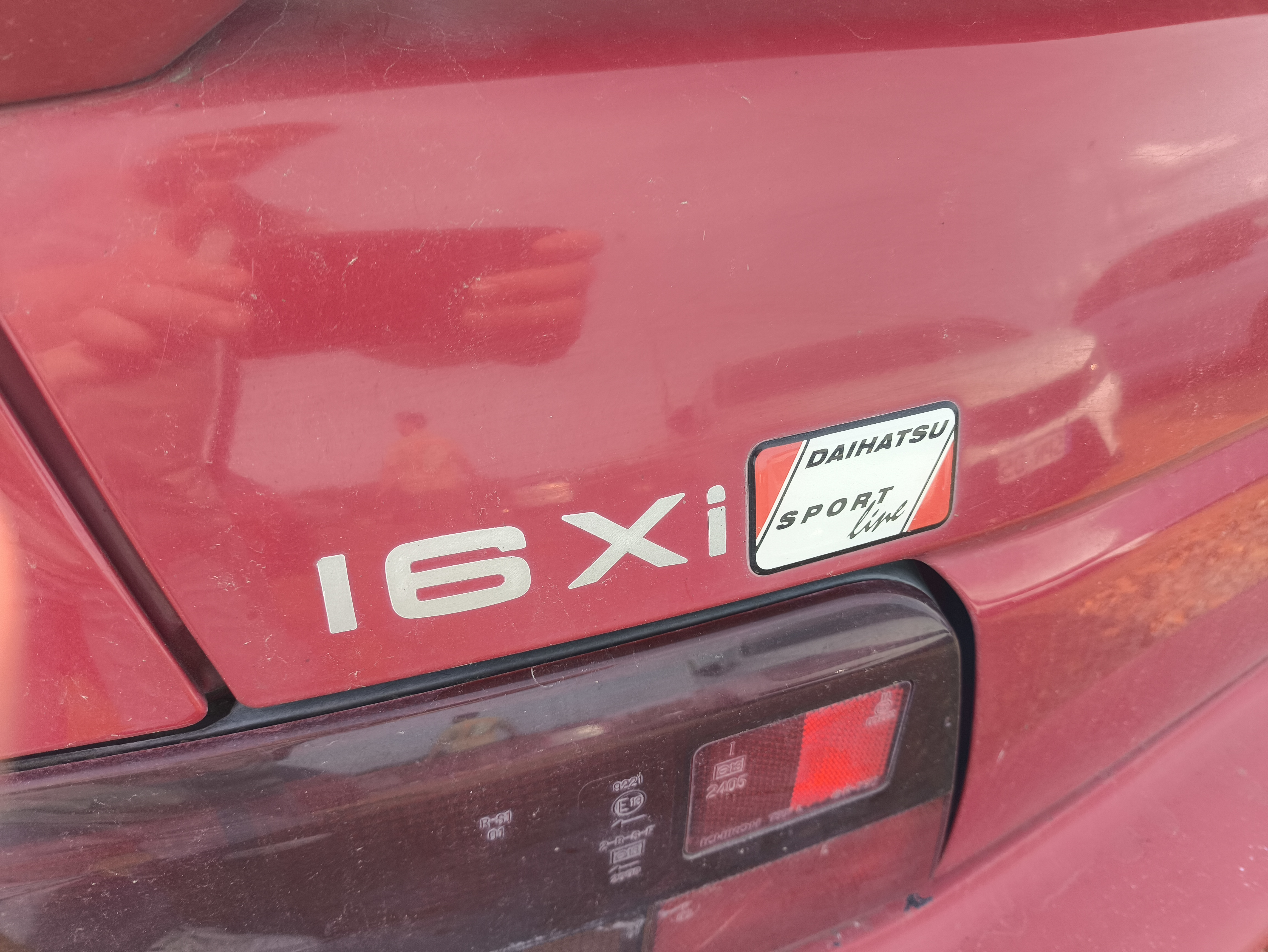
Daihatsu Sport Line-Emblem
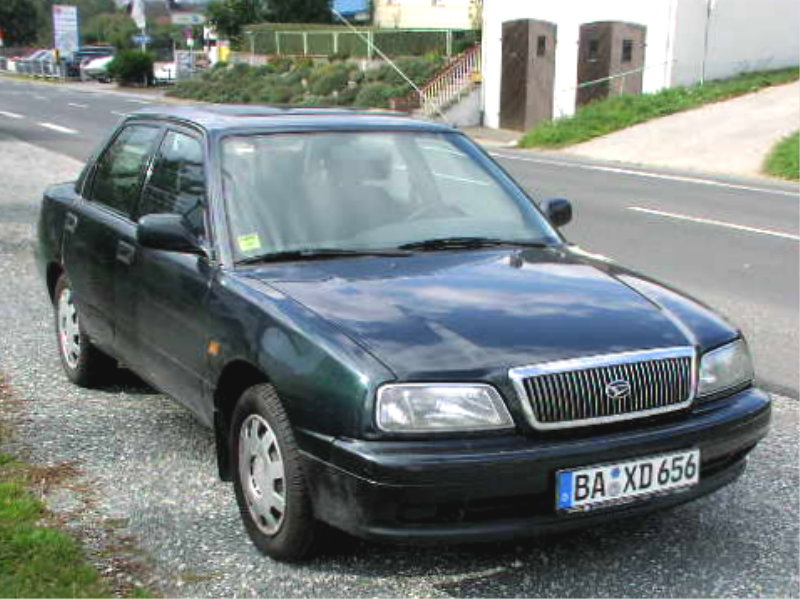
Daihatsu Applause (1997–2000)
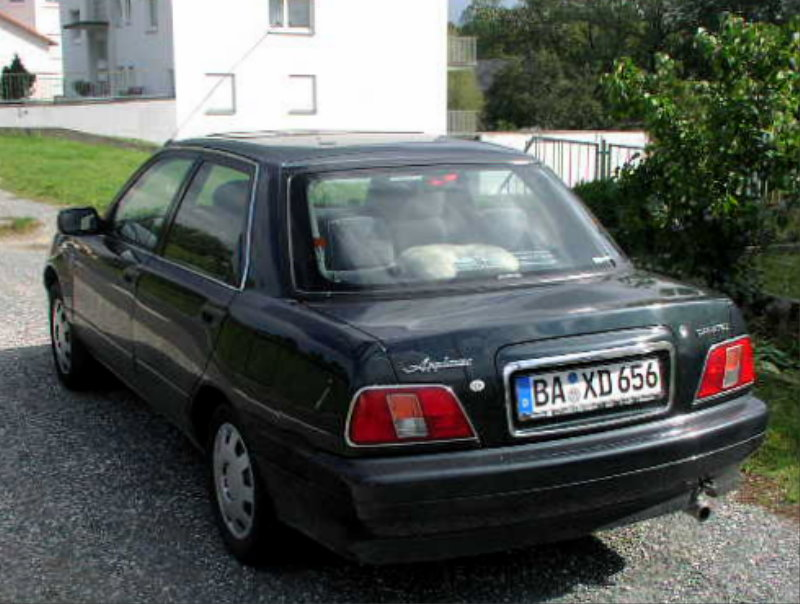
Heckansicht

## Ausstattungsvarianten
Für die Modellvarianten wurden jeweils unterschiedliche Ausstattungsvarianten angeboten. Für das erste Modell wurde die Basisausstattung mit dem Kürzel Li bezeichnet. In der gehobenen Variante XiL gab es serienmäßig unter anderem eine Servolenkung, elektrische Fensterheber sowie eine geteilt umklappbare Rücksitzbank. Zusätzlich wurden die Varianten XiL Automatik (mit 3-Gang-Automatik) und ZiL (entspricht der Ausstattung XiL mit Allradantrieb) angeboten.
Nach der ersten Modellpflege 1993 wurde die Basisausstattung weiterhin mit dem Kürzel Li bezeichnet. In der Ausstattungsvariante Xi war unter anderem eine serienmäßige Servolenkung enthalten. Aufbauend auf der Variante Xi gab es die Modelle Xi Automatik (mit 3-Gang-Automatik) und Zi (entspricht der Ausstattung Xi mit Allradantrieb sowie Trommelbremsen hinten).
Im Rahmen der großen Modellpflege 1997 wurde die Anzahl der Ausstattungsvarianten auf zwei reduziert. Neben dem Basismodell Xi war in dem Modell XiC zusätzlich serienmäßig eine Klimaanlage verbaut. Optional konnte für beide Varianten anstelle des 5-Gang-Schaltgetriebes eine 4-Gang-Automatik bestellt werden.

## Motoren
| Modell         | MKZ* | Hubraum  | Leistung     | Drehmoment | Bauzeit         | Bemerkung    |
| -------------- | ---- | -------- | ------------ | ---------- | --------------- | ------------ |
| 1.6 (Vergaser) | HD-F | 1590 cm³ | 71 kW/97 PS  |            | 06.1989–10.1992 | Heimatmarkt  |
| 1.6 (Vergaser) | HD-F | 1590 cm³ | 67 kW/91 PS  |            | 06.1989–10.1992 | Exportmärkte |
| 1.6 (DI)       | HD-E | 1590 cm³ | 89 kW/120 PS | 140 Nm     | 06.1989–05.2000 | Heimatmarkt  |
| 1.6 (DI)       | HD-E | 1590 cm³ | 66 kW/90 PS  | 123 Nm     | 11.1992–05.1997 | Exportmärkte |
| 1.6 (DI)       | HD-E | 1590 cm³ | 77 kW/105 PS | 134 Nm     | 11.1992–05.1997 | Exportmärkte |
| 1.6 (DI)       | HD-E | 1590 cm³ | 73 kW/99 PS  | 138 Nm     | 06.1997–05.2000 | Exportmärkte |

* Motorkennzeichnung
Die Motoren des Daihatsu Applause sind vom Hersteller nicht für den Betrieb mit E10 freigegeben.